# Bokody Antal

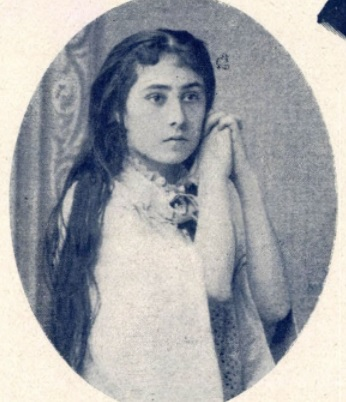
Bokody Antalné, Máté Róza

Bokody Antal (Szentes, 1837. szeptember 28. – Békéscsaba, 1902. október 2.) színész, színigazgató.

## Pályafutása
Bokody István szűcs és Ádám Anna fiaként született. Tanítóként dolgozott, majd 1858-ban Szegeden kezdte színészi karrierjét Szabó József társulatában. Főként operettbuffo és apaszerepekben tűnt fel, egyszerűen, közvetlenül és természetesen játszott. Molière-szerepekben kitűnő volt. Felesége miatt vidéken maradt, habár Nemzeti Színház többször is szerződtetni szerette volna. 1867-ben a rendezéssel is megpróbálkozott. 1870 és 1875 között mint színigazgató működött. 1874-ben bérelte a Budai Színkört és az Istvántéri Színházat, azonban vállalkozása megbukott, így később megint színész lett. Halálát szervi szívbaj okozta. Felesége Máté Róza volt.

## Molière-szerepei
- Harpagon (A fösvény)
- Tartuffe, Argan (A képzelt beteg)

## Fontosabb szerepei
- Nagyzájtai Zajtay István (Gaál J.: A peleskei nótárius)
- Mukányi (Csiky Gergely)
- Florence (Erckmann–Chatrian: A két Rantzau)
- Timót Pál (Csiky Gergely: Proletárok)
- Schwartz (Sudermann: Otthon)

## Fontosabb művei
- Zsidó Sári (1881)
- Angyalcsinálók (1882)

## Működési adatai
1862: Békéscsaba; 1863: Hubay Gusztáv; 1864: Reszler István; 1865: Hubay Gusztáv; 1866: Fehérváry Antal; 1868–70: Kocsisovszky Jusztin; 1875–77: Sztupa Andor; 1877: Némethyné; 1878: Krecsányi Ignác; 1879: Kolozsvár; 1880: Erdélyi Marietta; 1881: Jakab Lajos; 1882: Aradi Gerő; 1883: Jakab Lajos; 1884: Nagy Vince; 1885: Aradi Gerő.
Igazgatóként: 1886: Munkács; 1887: Léva; 1888: Rimaszombat; 1889–91: Kőbánya; 1891: Gyulafehérvár; 1892: Topolya; 1893–95: Lőcse; 1895: Nyíregyháza; 1896: Brassó; 1897: Ungvár; 1898: Lugos; 1899: Orsova; 1900: Baja; 1901: Tata.